# واين ببكر
واين ببكر (بالإنجليزية: Wayne Baker)‏ (4 ديسمبر 1965 بليدز في المملكة المتحدة - ) هو لاعب كرة قدم بريطاني في مركز حراسة المرمى. لعب مع شيفيلد وينزداي ونادي هاروجيت تاون وفريكلي أثلتيك ‏ وويتبي تاون ‏ وGarforth Town A.F.C. ‏ ونادي ألترينتشام وFarsley Celtic F.C. ‏ ونادي جيزيلي ‏ ودارلينجتون إف سى.